# Grand-Charmont
Grand-Charmont é uma comuna francesa na região administrativa de Borgonha-Franco-Condado, no departamento de Doubs. Estende-se por uma área de 4,56 km². Em 2010 a comuna tinha 5 827 habitantes (densidade: 1 277,9 hab./km²).